# Søs Fenger

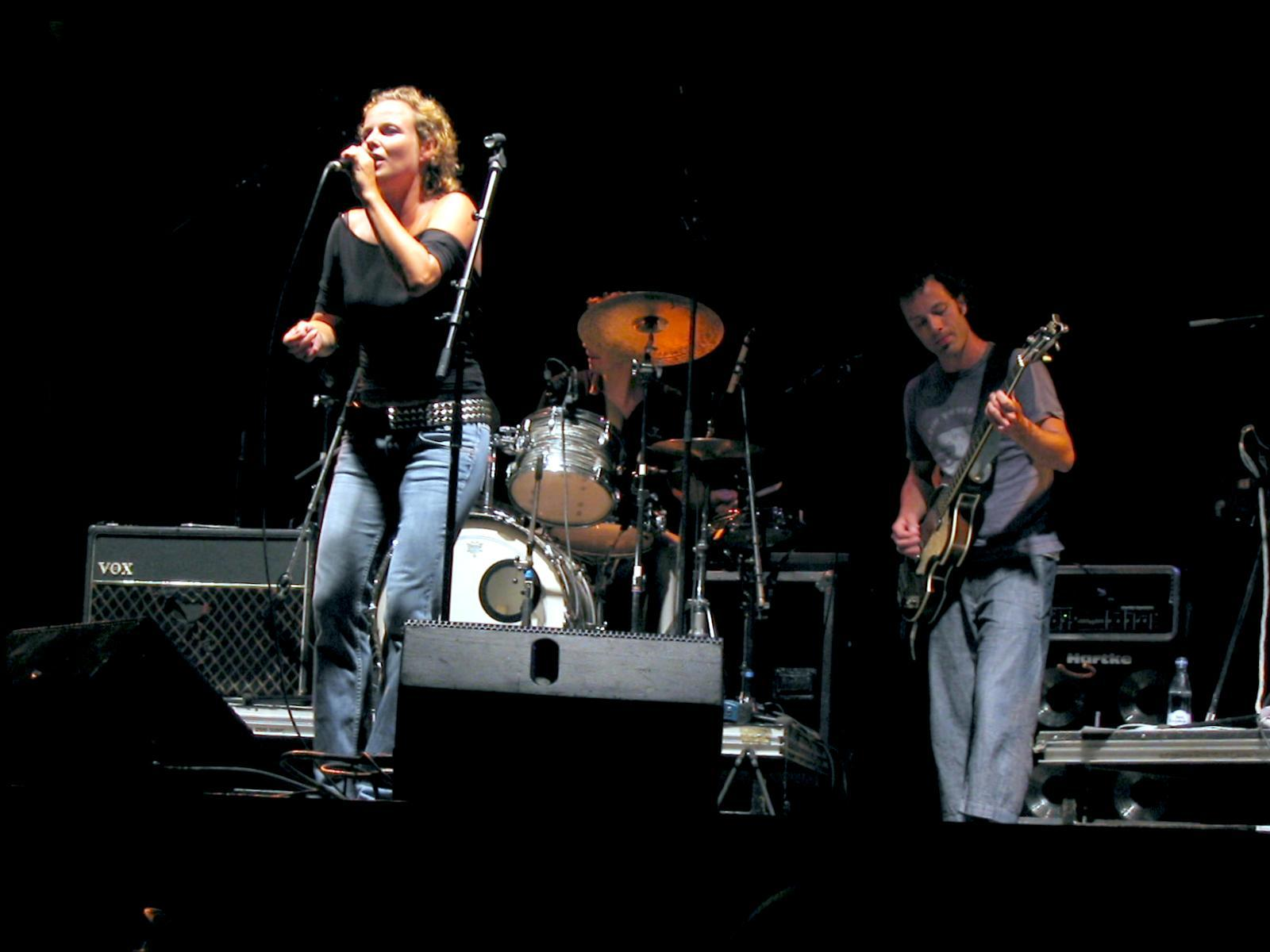
i Hjørring, 2003

Søs Charlotte Fenger, född 2 december 1961 i Kongens Lyngby, är en dansk sångerska, gitarrist och låtskrivare. Fenger har sedan mitten av 1980-talet varit en av de mest framgångsrika artisterna i danskt musikliv.

## Karriär
Fenger debuterade 1980 med bandet Sweet Intentions. Hon medverkade 1982 i Dansk Melodi Grand Prix som körsångerska i låten "Marie". Hon fick sitt genombrott med bandet News, som hon gick med år 1983. Bandet fick hitlåtar som "Jeg elsker dig" och "Du er". 1985 blev Fenger medlem i sin bror, Lars Fengers, band Love Construction. 1989 gick hon solo med Vinterdage, som sålde i över 150 000 exemplar. Singeln "Holder øje med dig" från albumet blev också en stor hit. Fenger sjöng duett med Anne-Lie Rydé på albumet Stulna kyssar 1992 i låten "Drömdans/Dansevise". 2000 sjöng hon tillsammans med Anders Glenmark "Kom karavaner", en låt som skapades för invigningen av Öresundsbron. 2007 sjöng hon duett med Martin Stenmarck på låten "Hand i hand" från hans album 9 sanningar och en lögn.

## Privatliv
Fenger gifte sig 1986 med Thomas Helmig under stor mediabevakning, men paret skildes 1989. Senare var hon sambo med den svenske gitarristen Henrik Janson. Paret har sonen August Fenger Janson tillsammans, som också är artist under namnet Eloq.

## Diskografi
- 1989: Vinterdage
- 1993: On Holiday
- 1994: Et kys herfra
- 1996: Camouflage
- 1997: Gamle flammer (Greatest Hits)
- 2000: Søs
- 2002: Beverly Way
- 2004: Nøglen til Paradis
- 2009: Stjernenat
- 2011: Nogle gange er man så heldig, at man ikke når at tænke sig om...